# Бонна
Бонна́ (фр. Bonnat, окс. Bònac) — коммуна во Франции, находится в регионе Лимузен. Департамент коммуны — Крёз. Входит в состав кантона Бонна. Округ коммуны — Гере.
Код INSEE коммуны — 23025.

## Население
Население коммуны на 2010 год составляло 1305 человек.
| 1962 | 1968 | 1975 | 1982 | 1990 | 1999 | 2010 |
| ---- | ---- | ---- | ---- | ---- | ---- | ---- |
| 1580 | 1535 | 1340 | 1348 | 1387 | 1348 | 1305 |

## Экономика
В 2010 году среди 702 человек трудоспособного возраста (15—64 лет) 507 были экономически активными, 195 — неактивными (показатель активности — 72,2 %, в 1999 году было 69,0 %). Из 507 активных жителей работали 457 человек (235 мужчин и 222 женщины), безработных было 50 (23 мужчины и 27 женщин). Среди 195 неактивных 37 человек были учениками или студентами, 109 — пенсионерами, 49 были неактивными по другим причинам.